# Drum (carte)
Drum (originalul în spaniolă Camino) este o carte scrisă de Sfântul Josemaría Escrivá de Balaguer.
A fost publicată în 1934 cu titlul Consideraciones espirituales (Considerații spirituale), ca o primă versiune redusă, și mai târziu, în 1939, cartea s-a publicat cu titlul definitiv Drum (Camino), după ce autorul a supraviețuit Războiului Civil Spaniol. După diferite păreri lucrarea aparține genului literar aforism
.
Pr. Josemaria începe lucrarea Drum astfel: „Citește rar aceste sfaturi. Meditează cu calm aceste considerații. Sunt lucruri pe care ți le spun la ureche, cu încredere de prieten, de frate, de părinte. Și aceste confidențe le ascultă Dumnezeu”. 
Este vorba despre o carte neobișnuită, nu se citesc paginile pe rând ca o carte normală, ci mai bine se savurează gândurile, meditându-le de vorbă cu Dumnezeu, devenind o carte de căpătâi. Este alcătuită de 999 de gânduri scurte - numărul rotund fiind în cinstea Sfintei Treimi -, care parcurg diferite aspecte ale vieții creștine: caractere, rugăciune, castitate, muncă, etc. Aceste gânduri sunt rod al muncii pastorale cu sufletele de care autorul avea grijă, scrise pentru ele ca să trăiască o viață lăuntrică și să se comporte ca fii ai lui Dumnezeu în viața de zi cu zi. Sunt milioane de persoane care au citit-o în toată lumea. Nu lasă pe nimeni indiferent, place sau nu place, dar este ceva viu, care mișcă și provoacă un răspuns.
Până în anul 2013 s-au distribuit mai mult de 5 milioane de exemplare, în 49 de limbi diferite.

În România a fost răspândită în timpul comunismului, în ciuda lipsei de libertate. Ca și în Cehia, a fost reprodusă cu mașina de scris și paginile treceau din mână în mână,în clandestinitate. Era hrană spirituală pentru vremuri grele din punct de vedere religios. Mai târziu, în ani '70 s-a, publicat în Italia și s-a mai distribuit între români. 
Pedro Rodríguez a publicat în 2002 o ediție istorico-critică a Drumului,
în care se cercetează istoria fiecărui gând. Totodată se studiază spiritualitatea seculară a cărții, fiindcă a fost scrisă pentru credincioși, persoane obișnuite care sta în mijlocul lumii, ca să-i ajute să întâlnească pe Dumnezeu și să-L iubească, slujind pe toți oamenii. Mai există un site web dedicat cărții.
S-a tradus din nou și în anul 2011 a fost publicată de editura Galaxia Gutenberg.